# Raphaël Tanguy
Pour les articles homonymes, voir Tanguy.
Raphaël Tanguy, né à Évreux le 6 août 1981, est un scénariste de bande dessinée français. Il est l'organisateur du festival de bande dessinée de Conches-en-Ouche et l'éditeur de l'Association L’Eure du Terroir.

## Œuvre
- Histoires et légendes normandes, le conte la sirène d'Honfleur est écrit par Jean pierre Gouysse, auteur des contes du pays Normand, et de la porte insolite. Jean pierre Gouysse est conteur et artiste peintre Normand.

1. L'Empreinte du Malin, dessins d'Alexandre Gaillard, Thierry Olivier, Marc Charbonnel, Philippe Bringel, Mika, Juan María Córdoba, Christelle Pécout, 2008  (ISBN 978-2-9533278-0-9)
2. Les belles et les bêtes, dessins de Juan María Córdoba, Marcel Uderzo, Fred Vignaux, Elvire De Cock, Mika, Philippe Bringel, Cédric Pérez, Marc Charbonnel et Charline, 2009  (ISBN 978-2-9533278-1-6)
3. La Marée des âmes,Conte: "la sirène d'Honfleur" Jean pierre Gouysse. dessins de Cédric Pérez, Thierry Olivier, Marc Charbonnel, Charline, Mika, Juan María Córdoba, Solidor et Marcel Uderzo, 2010  (ISBN 978-2-9533278-2-3)
4. Petites Fées et Grandes Dames, dessins de Sylvain Chevalier, Marc Charbonnel, Charline, Alexandre Gaillard, Juan María Córdoba, Didier Ray, Jeff Baud et Marcel Uderzo, 2011  (ISBN 978-2-9533278-5-4)

5. Féeries et Goublineries, co-scénario de Juan María Córdoba et Céka, dessins de Juan María Córdoba, Nicolas Desrues, Jeff Baud, Mika, Ludovic Souillard, Alexandre Gaillard, Marc Charbonnel, Marcel Uderzo et Sylvain Chevalier, 2013  (ISBN 978-2-9533278-8-5)
- Anecdotes – Ni bête ni têtu, scénario de Raphaël Tanguy, Céka et Benjamin Leduc, dessins de Jaap de Boer, Cédric Pérez, Juan María Córdoba, Didier Ray, Philippe Bringel, Jeff Baud, Marcel Uderzo, Jacky Clech', Christelle Lardenois, Thierry Olivier, Marc Charbonnel, Sylvain Chevalier, Slhoki et Katia Even, Association l'Eure du Terroir, 2011  (ISBN 978-2-9533278-4-7)
- Mont Saint Michel – Histoires et légendes, scénario de Raphaël Tanguy et Céka, dessins de Gwendolyn Levier, Didier Ray, Juan María Córdoba, Olivier Brazao, Nicolas Desrues, Jeff Baud, Jacky Clech', André Houot, Cédric Pérez, Thierry Olivier, Marc Charbonnel, Sylvain Chevalier et Alexandre Gaillard, Association l'Eure du Terroir, collection Histoires et Légendes, 2012  (ISBN 978-2-9533278-6-1)
- La Guerre des Belles Dames, scénario de Raphaël Tanguy et Céka, dessins de Nicolas Desrues et Jacky Clech', Association l'Eure du Terroir, collection Histoires normandes, 2013  (ISBN 978-2-9533278-9-2)